# Сльота

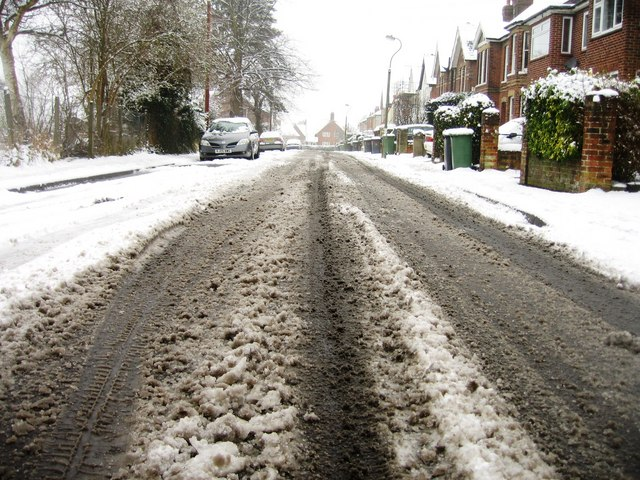
Сльота. Дорога з мокрим снігом.

Сльота́, слякота, слякоть, хляпавка, ляпавиця — в метеорології: рідка суміш дрібних кристалів льоду, або снігу і рідкої води. 
У природному середовищі, сльота формується при таненні льоду або снігу.
Хмарна, сира погода з дощем або мокрим снігом, із багном на землі.
Багно від дощу або мокрого снігу.
Невпинний дощ, мряка або мокрий сніг.

## Небезпеки
Через сльоту літак може мати проблеми на зльоті, оскільки надлишок сльоти на колесах може збільшити ефект опору, що може призвести до катастроф, так як це відбулося в Мюнхенській авіакатастрофі. Сльота на дорогах також може збільшити гальмівний шлях автомобіля або вантажівки.

## Галерея

Сльота. Сліди на дорозі під час снігу з дощем.
Слякоть, сліди у сніжно-водяній "каші".
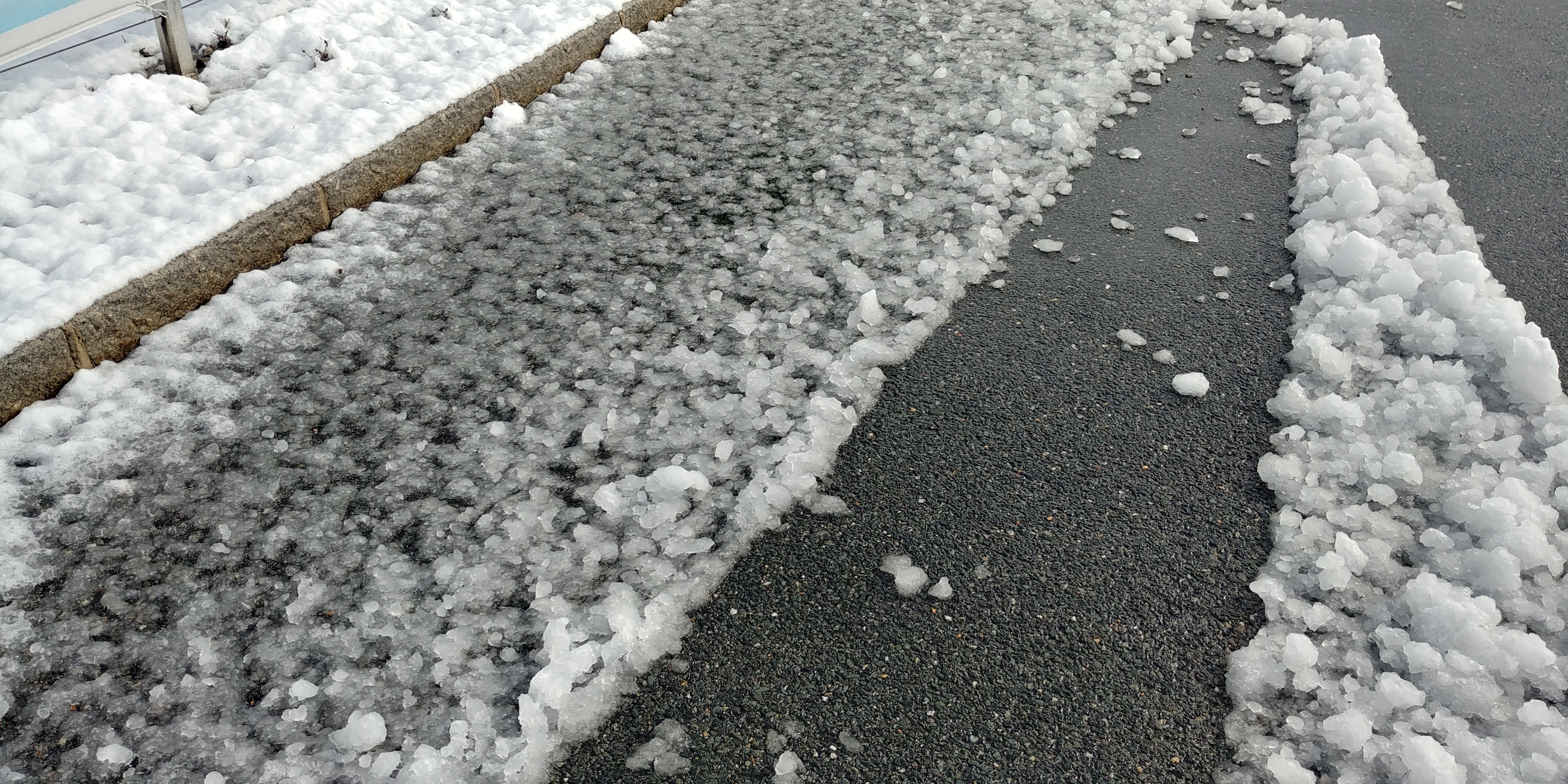
Сльота, що утворилася внаслідок посипання свіжовипавшого снігу сіллю.
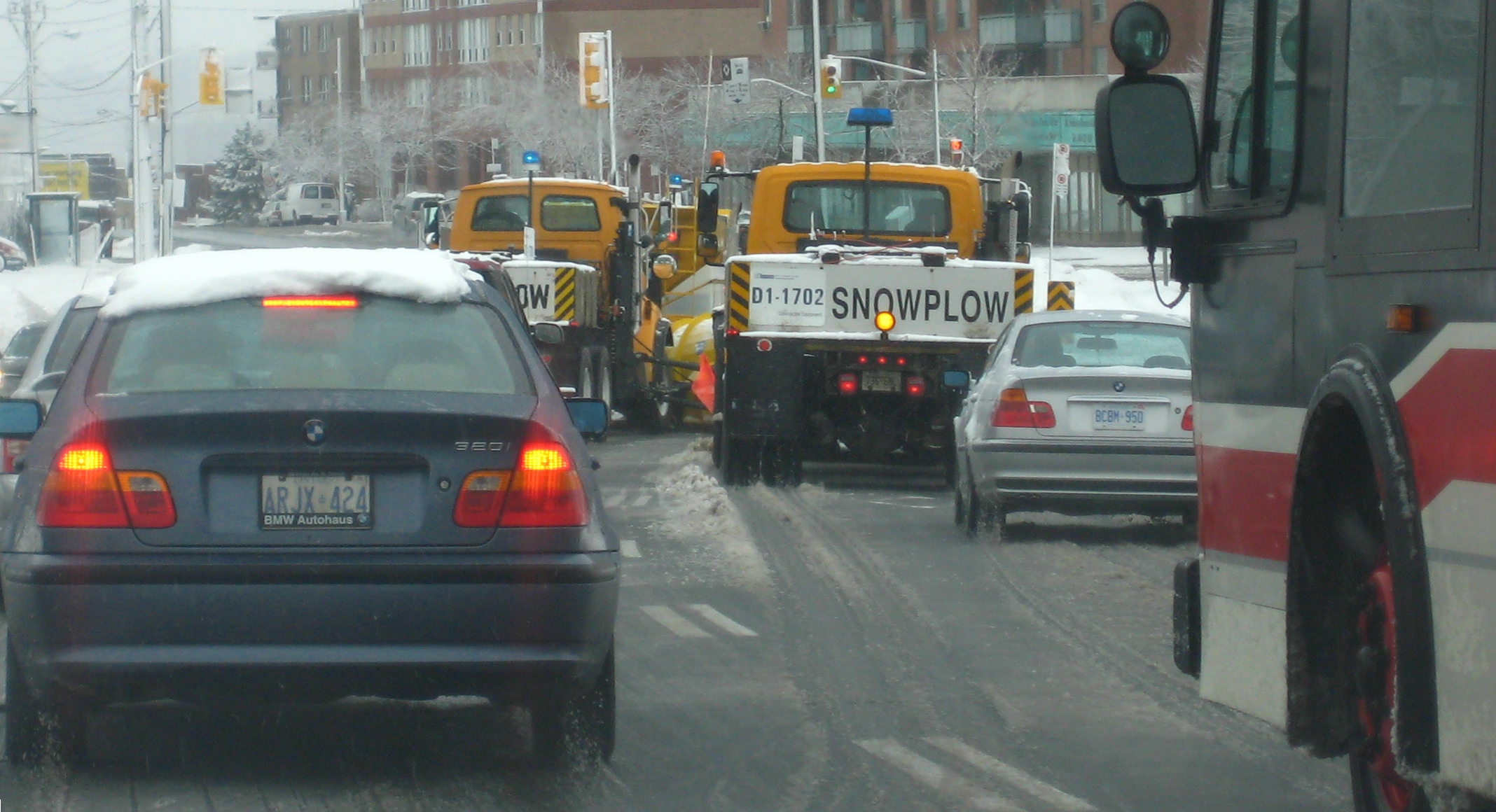
Сльота в Торонто, Канада.